# Ferran Torres
Pour les articles homonymes, voir Torres.
Ne doit pas être confondu avec le footballeur espagnol Fernando Torres, né en 1984.
Torres  García est un nom espagnol. Le premier nom de famille, en général paternel, est Torres ; le second, en général maternel, souvent omis, est García.
Ferran Torres García, surnommé El Tiburón, né le 29 février 2000 à Foios en Espagne, est footballeur international espagnol qui évolue au poste d'ailier au FC Barcelone.

## Biographie

### En club

#### Débuts au Valence CF
Formé au Valence CF, Ferran Torres intègre l'équipe première au mercato d'hiver de la saison 2017-2018. Il signe alors un nouveau contrat et possède alors une clause libératoire de 25 millions d'euros. Après avoir déjà joué en Coupe du Roi le 30 novembre 2017, lors d'une victoire de Valence face au Real Saragosse (4-1), il débute en Liga le 16 décembre 2017 et en devient le premier joueur à être né au XXIe siècle. Il connait sa première titularisation le 28 février 2018 face à l'Athletic Bilbao (1-1), match durant lequel il délivre une passe décisive à son coéquipier français Geoffrey Kondogbia. À la suite de prestations remarquées et face à l'attrait de Liverpool, du Real Madrid et du FC Barcelone, il est annoncé le 3 avril 2018 que Torres signe un nouveau contrat prenant fin en juin 2021. Sa clause libératoire passant à 100 millions d'euros. À 18 ans, l'ailier droit a alors déjà disputé dix matches toutes compétitions confondues lors de la saison 2017-2018 sous le maillot de Valence.

#### Manchester City
Le 4 août 2020, Torres signe un contrat de cinq ans avec Manchester City et hérite du numéro 21, précédemment porté par David Silva, légende du club également passée par le Valence CF,. Le montant du transfert, non dévoilé, serait aux alentours de 27 millions d'euros.
Torres dispute son premier match le 21 septembre 2020 en remplaçant Raheem Sterling en fin de match contre Wolverhampton lors de la première journée de Premier League. Le 24 septembre, Pep Guardiola le titularise en League Cup face à Bournemouth. Six jours plus tard, Torres inscrit son premier but pour les Citizens dans la même compétition qui conclut un succès 0-3 à Burnley au cours duquel il délivre également une passe décisive pour Sterling. Il reçoit sa première titularisation en championnat le 3 octobre contre le promu Leeds United (1-1). Au mois d'avril 2021, Torres remporte la Coupe de la Ligue face à Tottenham ainsi que le championnat le mois suivant. De plus, le club atteint la finale de la Ligue des champions pour la première fois de son histoire après avoir écarté le Paris Saint-Germain en demi-finale, mais s'est incliné contre Chelsea à Porto, alors que Ferran est remplaçant. Le 14 mai 2021, Torres inscrit un triplé, son second de la saison après celui contre l'Allemagne en sélection, sur la pelouse du Newcastle United qui scelle une victoire 3-4.

#### FC Barcelone
Le 28 décembre 2021, le FC Barcelone annonce l'arrivée de Ferran Torres. Le joueur signe un contrat de cinq ans et demi pour un transfert estimé à 55 millions d'euros plus divers bonus, avec une clause liberatoire fixée à 1 milliard d'euros. Il rejoint son nouveau club à l'ouverture du marché des transferts espagnol, le 3 janvier 2022, mais il ne peut momentanément pas être enregistré dans l'équipe pour le championnat en raison des restrictions financières imposées par la Liga Nacional de Fútbol Profesional, au FC Barcelone.

### En équipe nationale
Avec les moins de 17 ans, il participe au championnat d'Europe des moins de 17 ans en 2017. Lors de cette compétition, il joue six matchs. L'Espagne remporte le tournoi en battant l'Angleterre en finale après une séance de tirs au but. Il dispute ensuite quelques mois plus tard la Coupe du monde des moins de 17 ans organisée en Inde. Lors du mondial junior, il joue sept matchs. Il délivre une passe décisive contre le Brésil en phase de groupe, puis une autre passe décisive contre la France en huitièmes. Il marque ensuite un but en quart contre l'Iran, avec encore une nouvelle passe décisive. L'Espagne s'incline en finale du mondial face aux Anglais qui prennent leur revanche (défaite 5-2).
Le sélectionneur de l'équipe nationale d'Espagne Luis Enrique convoque Torres en août 2020 et le titularise le 3 septembre 2020 face à l'Allemagne dès sa première sélection (1-1) où il fait bonne impression. Trois jours plus tard, il fait sa deuxième apparition sous le maillot de la Roja face à l'Ukraine en entrant en jeu à la place de Gerard Moreno. Il se distingue ce jour-là en inscrivant son premier but pour l'Espagne, participant à la victoire de son équipe sur le score de quatre buts à zéro. Le 17 novembre 2020, Torres réalise un triplé face à l'Allemagne, une première pour un joueur espagnol, contre qui son équipe s'impose largement (6-0).
Il fait partie de la liste de 24 joueurs établie par le sélectionneur Luis Enrique pour l'Euro 2020 disputé à l'été 2021. Titulaire lors du premier match face à la Suède, puis lors de chaque rencontre de la phase finale, Ferran Torres entre en jeu dans les deux autres rencontres de groupe. Lors du dernier match de poule face à la Slovaquie, décisif pour la qualification, Ferran entre en jeu à la 66e minute puis marque le quatrième but espagnol seulement une minute plus tard (victoire 5-0). Il est de nouveau décisif lors du match suivant, en huitième de finale, face à la Croatie avec un but et une passe décisive. Ferran participe à la compétition jusqu'en demi-finale, match durant lequel la Roja est éliminée aux tirs-au-but par l'Italie, future championne d'Europe (1-1 tab 4-2)
Le 11 novembre 2022, il fait partie de la sélection de 26 joueurs établie par Luis Enrique pour participer à la Coupe du monde 2022. Durant le tournoi, il inscrit un doublé face au Costa Rica contribuant à la victoire écrasante de la Roja 7 à 0.
En mai 2024, il figure dans une liste élargie de 29 joueurs appelés par Luis de la Fuente pour l'Euro 2024 puis il fait partie de la liste définitive de 26 joueurs publiée le 7 juin,. Le 24 juin, il inscrit son premier but dans le tournoi en marquant l'unique but de la rencontre face à l'Albanie lors du dernier match de poules.

## Statistiques

### En club
| Saison                | Club                  | Championnat           | Championnat | Championnat | Championnat | Coupe nationale | Coupe nationale | Coupe nationale | Coupe de la Ligue | Coupe de la Ligue | Coupe de la Ligue | Supercoupe | Supercoupe | Supercoupe | Compétition(s) continentale(s) | Compétition(s) continentale(s) | Compétition(s) continentale(s) | Compétition(s) continentale(s) | Total | Total | Total |
| Saison                | Club                  | Division              | M.          | B.          | P.d.        | M.              | B.              | P.d.            | M.                | B.                | P.d.              | M.         | B.         | P.d.       | Comp.                          | M.                             | B.                             | P.d.                           | M.    | B.    | P.d.  |
| 2016-2017             | Valence CF B          | 2ªB                   | 2           | 0           | 0           | -               | -               | -               | -                 | -                 | -                 | -          | -          | -          | -                              | -                              | -                              | -                              | 2     | 0     | 0     |
| 2017-2018             | Valence CF B          | 2ªB                   | 10          | 1           | 4           | -               | -               | -               | -                 | -                 | -                 | -          | -          | -          | -                              | -                              | -                              | -                              | 10    | 1     | 4     |
| Sous-total            | Sous-total            | Sous-total            | 12          | 1           | 4           | -               | -               | -               | -                 | -                 | -                 | -          | -          | -          | -                              | -                              | -                              | -                              | 12    | 1     | 4     |
| 2017-2018             | Valence CF            | Liga                  | 13          | 0           | 1           | 3               | 0               | 1               | -                 | -                 | -                 | -          | -          | -          | -                              | -                              | -                              | -                              | 16    | 0     | 2     |
| 2018-2019             | Valence CF            | Liga                  | 24          | 2           | 1           | 6               | 1               | 1               | -                 | -                 | -                 | -          | -          | -          | C1+C3                          | 3+4                            | 0                              | 0                              | 37    | 3     | 2     |
| 2019-2020             | Valence CF            | Liga                  | 34          | 4           | 5           | 3               | 0               | 1               | -                 | -                 | -                 | 1          | 0          | 0          | C1                             | 6                              | 2                              | 2                              | 44    | 6     | 8     |
| Sous-total            | Sous-total            | Sous-total            | 71          | 6           | 7           | 12              | 1               | 3               | -                 | -                 | -                 | 1          | 0          | 0          | -                              | 13                             | 2                              | 2                              | 97    | 9     | 12    |
| 2020-2021             | Manchester City FC    | Premier League        | 24          | 7           | 2           | 3               | 1               | 0               | 3                 | 1                 | 1                 | -          | -          | -          | C1                             | 6                              | 4                              | 0                              | 36    | 13    | 3     |
| 2021-2022             | Manchester City FC    | Premier League        | 4           | 2           | 1           | -               | -               | -               | 1                 | 1                 | 0                 | 1          | 0          | 0          | C1                             | 1                              | 0                              | 0                              | 7     | 3     | 1     |
| Sous-total            | Sous-total            | Sous-total            | 28          | 9           | 3           | 3               | 1               | 0               | 4                 | 2                 | 1                 | 1          | 0          | 0          | -                              | 7                              | 4                              | 0                              | 43    | 16    | 4     |
| 2021-2022             | FC Barcelone          | Liga                  | 18          | 4           | 4           | 1               | 1               | 0               | -                 | -                 | -                 | 1          | 0          | 0          | C3                             | 6                              | 2                              | 2                              | 26    | 7     | 6     |
| 2022-2023             | FC Barcelone          | Liga                  | 33          | 4           | 2           | 4               | 0               | 0               | -                 | -                 | -                 | 1          | 0          | 0          | C1+C3                          | 5+2                            | 3+0                            | 1+0                            | 45    | 7     | 3     |
| 2023-2024             | FC Barcelone          | Liga                  | 29          | 7           | 2           | 3               | 1               | 0               | -                 | -                 | -                 | 2          | 0          | 0          | C1                             | 8                              | 3                              | 1                              | 42    | 11    | 3     |
| 2024-2025             | FC Barcelone          | Liga                  | 27          | 10          | 6           | 5               | 6               | 0               | -                 | -                 | -                 | 2          | 0          | 0          | C1                             | 11                             | 3                              | 1                              | 45    | 19    | 7     |
| 2025-2026             | FC Barcelone          | Liga                  | 1           | 1           | 0           | 0               | 0               | 0               | -                 | -                 | -                 | 0          | 0          | 0          | C1                             | 0                              | 0                              | 0                              | 1     | 1     | 0     |
| Sous-total            | Sous-total            | Sous-total            | 110         | 26          | 15          | 13              | 8               | 0               | -                 | -                 | -                 | 6          | 0          | 0          | -                              | 32                             | 11                             | 5                              | 161   | 45    | 20    |
| Total sur la carrière | Total sur la carrière | Total sur la carrière | 219         | 43          | 30          | 28              | 9               | 3               | 4                 | 2                 | 1                 | 8          | 0          | 0          | -                              | 52                             | 17                             | 7                              | 311   | 71    | 41    |

### En sélection nationale
| Saison                | Sélection             | Phases finales                               | Phases finales | Phases finales | Phases finales | Éliminatoires CDM | Éliminatoires CDM | Éliminatoires CDM | Éliminatoires EURO | Éliminatoires EURO | Éliminatoires EURO | Ligue Nations UEFA | Ligue Nations UEFA | Ligue Nations UEFA | Matchs amicaux | Matchs amicaux | Matchs amicaux | Total | Total | Total |
| Saison                | Sélection             | Compétition                                  | M              | B              | Pd             | M                 | B                 | Pd                | M                  | B                  | Pd                 | M                  | B                  | Pd                 | M              | B              | Pd             | M     | B     | Pd    |
| --------------------- | --------------------- | -------------------------------------------- | -------------- | -------------- | -------------- | ----------------- | ----------------- | ----------------- | ------------------ | ------------------ | ------------------ | ------------------ | ------------------ | ------------------ | -------------- | -------------- | -------------- | ----- | ----- | ----- |
| 2020-2021             | Espagne               | Euro 2020                                    | 6              | 2              | 1              | 3                 | 2                 | 0                 | -                  | -                  | -                  | 6                  | 4                  | 0                  | 2              | 0              | 0              | 17    | 8     | 1     |
| 2021-2022             | Espagne               | Ligue des nations 2021                       | 2              | 2              | 0              | 3                 | 2                 | 0                 | -                  | -                  | -                  | 4                  | 0                  | 0                  | 2              | 1              | 0              | 11    | 5     | 0     |
| 2022-2023             | Espagne               | Coupe du monde 2022 + Ligue des nations 2023 | 4              | 2              | 0              | -                 | -                 | -                 | -                  | -                  | -                  | 2                  | 0                  | 0                  | 1              | 0              | 0              | 7     | 2     | 0     |
| 2023-2024             | Espagne               | Euro 2024                                    | 5              | 1              | 0              | -                 | -                 | -                 | 5                  | 3                  | 1                  | -                  | -                  | -                  | 1              | 1              | 1              | 11    | 5     | 2     |
| 2024-2025             | Espagne               | Ligue des nations 2025                       | -              | -              | -              | -                 | -                 | -                 | -                  | -                  | -                  | 3                  | 1                  | 1                  | -              | -              | -              | 3     | 1     | 1     |
| Total sur la carrière | Total sur la carrière | Total sur la carrière                        | 17             | 7              | 1              | 6                 | 4                 | 0                 | 5                  | 3                  | 1                  | 15                 | 5                  | 1                  | 6              | 2              | 1              | 49    | 21    | 4     |

### Matchs internationaux
| Détails des matchs internationaux de Ferran Torres | Détails des matchs internationaux de Ferran Torres | Détails des matchs internationaux de Ferran Torres | Détails des matchs internationaux de Ferran Torres | Détails des matchs internationaux de Ferran Torres | Détails des matchs internationaux de Ferran Torres | Détails des matchs internationaux de Ferran Torres | Détails des matchs internationaux de Ferran Torres | Détails des matchs internationaux de Ferran Torres |
| #                                                  | Date                                               | Lieu                                               | Adversaire                                         | Score                                              | Compétition                                        | Statut                                             | Performances                                       | Performances                                       |
| #                                                  | Date                                               | Lieu                                               | Adversaire                                         | Score                                              | Compétition                                        | Statut                                             | But(s)                                             | Passe(s)                                           |
| -------------------------------------------------- | -------------------------------------------------- | -------------------------------------------------- | -------------------------------------------------- | -------------------------------------------------- | -------------------------------------------------- | -------------------------------------------------- | -------------------------------------------------- | -------------------------------------------------- |
| 1                                                  | 3 septembre 2020                                   | Mercedes-Benz Arena, Stuttgart                     | Allemagne                                          | 1 - 1                                              | Ligue des nations 2020-2021                        | Titulaire                                          |                                                    |                                                    |
| 2                                                  | 6 septembre 2020                                   | Stade Alfredo-Di-Stéfano, Madrid                   | Ukraine                                            | 4 - 0                                              | Ligue des nations 2020-2021                        | Remplaçant ( 74e Gerard Moreno)                    | 84e                                                |                                                    |
| 3                                                  | 10 octobre 2020                                    | Stade Alfredo-Di-Stéfano, Madrid                   | Suisse                                             | 1 - 0                                              | Ligue des nations 2020-2021                        | Titulaire ( 88e Rodri)                             |                                                    |                                                    |
| 4                                                  | 13 octobre 2020                                    | Stade olympique de Kiev, Kiev                      | Ukraine                                            | 1 - 0                                              | Ligue des nations 2020-2021                        | Remplaçant ( 58e Ansu Fati)                        |                                                    |                                                    |
| 5                                                  | 11 novembre 2020                                   | Johan Cruyff Arena, Amsterdam                      | Pays-Bas                                           | 1 - 1                                              | Amical                                             | Remplaçant ( 61e Gerard Moreno)                    |                                                    |                                                    |
| 6                                                  | 14 novembre 2020                                   | Parc Saint-Jacques, Bâle                           | Suisse                                             | 1 - 1                                              | Ligue des nations 2020-2021                        | Titulaire                                          |                                                    |                                                    |
| 7                                                  | 17 novembre 2020                                   | Stade olympique, Séville                           | Allemagne                                          | 6 - 0                                              | Ligue des nations 2020-2021                        | Titulaire ( 73e Mikel Oyarzabal)                   | 33e 55e 71e                                        |                                                    |
| 8                                                  | 25 mars 2021                                       | Nuevo Estadio de Los Cármenes, Grenade             | Grèce                                              | 1 - 1                                              | Éliminatoires mondial 2022                         | Titulaire ( 72e Mikel Oyarzabal)                   |                                                    |                                                    |
| 9                                                  | 28 mars 2021                                       | Stade Boris-Paichadze, Tbilissi                    | Géorgie                                            | 1 - 2                                              | Éliminatoires mondial 2022                         | Titulaire                                          | 56e                                                |                                                    |
| 10                                                 | 31 mars 2021                                       | Stade olympique, Séville                           | Kosovo                                             | 3 - 1                                              | Éliminatoires mondial 2022                         | Titulaire                                          | 36e                                                |                                                    |
| 11                                                 | 4 juin 2021                                        | Estadio Metropolitano, Madrid                      | Portugal                                           | 0 - 0                                              | Amical                                             | Titulaire                                          |                                                    |                                                    |
| 12                                                 | 14 juin 2021                                       | Stade olympique, Séville                           | Suède                                              | 0 - 0                                              | Euro 2020                                          | Titulaire ( 74e Mikel Oyarzabal)                   |                                                    |                                                    |
| 13                                                 | 19 juin 2021                                       | Stade olympique, Séville                           | Pologne                                            | 1 - 1                                              | Euro 2020                                          | Remplaçant ( 61e Dani Olmo)                        |                                                    |                                                    |
| 14                                                 | 23 juin 2021                                       | Stade olympique, Séville                           | Slovaquie                                          | 5 - 0                                              | Euro 2020                                          | Remplaçant ( 66e Alvaro Morata)                    | 67e                                                |                                                    |
| 15                                                 | 28 juin 2021                                       | Parken Stadium, Copenhague                         | Croatie                                            | 5 - 3                                              | Euro 2020                                          | Titulaire ( 88e Mikel Oyarzabal)                   | 77e                                                | 57e                                                |
| 16                                                 | 2 juillet 2021                                     | Gazprom Arena, Île Krestovski                      | Suisse                                             | 1 - 1                                              | Euro 2020                                          | Titulaire ( 91e Mikel Oyarzabal)                   |                                                    |                                                    |
| 17                                                 | 6 juillet 2021                                     | Stade de Wembley, Londres                          | Italie                                             | 1 - 1                                              | Euro 2020                                          | Titulaire ( 62e Gerard Moreno)                     |                                                    |                                                    |

## Palmarès

### En club
| Valence CF (1) :                            | Manchester City (3) : | FC Barcelone (5) : |
| ------------------------------------------- | --- | --- |
| - Coupe d'Espagne (1) : - Vainqueur en 2019 | - Championnat d'Angleterre (2) : - Champion : 2021 et 2022 - Coupe de la Ligue anglaise (1) : - Vainqueur : 2021 - Ligue des champions - Finaliste en 2021 - Community Shield : - Finaliste : 2021 | - Championnat d'Espagne (2) : - Champion : 2023, 2025. - Vice champion : 2024 - Coupe d'Espagne (1) : - Vainqueur : 2025. - Supercoupe d'Espagne (2) : - Vainqueur en 2023, 2025 |

### En sélection
| Équipe d'Espagne U17 (1) :                                                                                           | Équipe d'Espagne U19 (1) :                                    | Équipe d'Espagne (1) :                    |
| --- | ------------------------------------------------------------- | ----------------------------------------- |
| - Championnat d'Europe des moins de 17 ans - Vainqueur: 2017 - Coupe du monde des moins de 17 ans - Finaliste : 2017 | - Championnat d'Europe des moins de 19 ans - Vainqueur : 2019 | - Championnat d'Europe - Vainqueur : 2024 |

Distinctions Individuelles
- Homme du match contre l’Italie (Demi Finale) de la Ligue des Nations 2020/2021.
- Homme du match contre le FC Viktoria Plzen (6e journée) de la Ligue des Champions 2022/2023.
- Homme du match contre l’Albanie (3e journée) de l’Euro 2024.
- Homme du match contre le Réal Madrid CF (Finale) de la Coupe du Roi 2024/2025.
- Meilleur buteur de la Coupe du Roi 2024/2025 (6 buts)